# Conrado Blanco González
Conrado Blanco González (La Bañeza, 18 de diciembre de 1921 - La Bañeza, 16 de enero de 2014) fue un escritor y poeta español, cronista oficial de la ciudad de La Bañeza y presidente fundador de la Fundación «Conrado Blanco».

## Biografía
Conrado Blanco González nació el 18 de diciembre de 1921 en La Bañeza, León. Sus padres Julia González Prieto y Conrado Blanco León, eran confiteros y fabricantes de chocolates. 
Realizó sus estudios básicos en el colegio de las Hermanas Carmelitas y a los diez años ingresó al colegio de los Hermanos de la Salle en Valladolid. Cumplió el servicio militar destinado en Tetuán. El 26 de agosto de 1957 contrajo matrimonio con Charo González.
A principio de los años setenta abandonó el negocio familiar para dedicarse a la actividad literaria, en particular a la investigación histórica, aprovechando los archivos de su padre, con información y documentos sobre La Bañeza y sus comarcas.
En 1977 fue nombrado, por unanimidad del ayuntamiento, cronista Oficial de la ciudad de La Bañeza. Desde entonces decidió dedicarse solamente a la investigación repartiendo su tiempo entre La Bañeza y Madrid.
El 20 de julio de 2006 recibió la Alubia de Oro como personaje bañezano del año 2005, convocado por El Adelanto Bañezano. El 8 de diciembre de 2009 recibió la Medalla de oro de la ciudad de La Bañeza. 
En el verano de 2010, mandó hacer el pendón de la ciudad, enseña de origen guerrero perdida hace años, y lo regaló al Ayuntamiento de la ciudad. A partir de ese momento surgiría la Asociación Cultural Pendón de La Bañeza, que desarrolla actividades culturales y de resurgimiento de las tradiciones de la zona.
Conrado Blanco visitó todos los archivos, bibliotecas y hemerotecas de Madrid descubriendo documentos como el Real Arancel de 1501 dado por los Reyes Católicos a la villa de La Bañeza. 
Muchos de sus trabajos fueron publicados en El Adelanto Bañezano, periódicos provinciales, nacionales y revistas especializadas. Parte de sus numerosos escritos fueron plasmados en libros desde 1980, año en el que publicó el primer tomo de la colección Capiteles para la Historia Bañezana.
También recopiló los escritos de su padre en el poemario Melindres poéticos y literarios y ha editado un facsímil del periódico «El Jaleo», periódico bañezano publicado a principios del siglo XX y Conradosías, un libro con más de cien poesías, algunas escritas durante su juventud.
Desempeñó numerosos cargos: Fiscal Comarcal; Presidente de la Junta Local de la Caja de Ahorros y Monte de Piedad de León, lo que hoy es Caja España; Presidente de la Asociación de Cabezas de Familia y de la Asociación de Amigos de la Historia Bañezana; Secretario de la Comisión Gestora Eria Duerna; Pastor Mayor del Concejo de la Mesta, Socio de Honor de la Asociación Cultural Pendón de La Bañeza. Ha presidido y preside diferentes asociaciones culturales. Fue uno de los fundadores de la Asociación Monte Urba y de la Coral del Milenario de El Salvador y promotor, desde la Asociación de Padres de Familia, de la creación del Instituto de Segunda Enseñanza en La Bañeza.
Como mecenas de la cultura siempre apoyó movimientos culturales de diversa índole, destacando la creación del Premio Nacional de Poesía Conrado Blanco León, en honor de su padre, y que en el año 2013 alcanzó la vigésima quinta edición, siendo un certamen consolidado y de reconocido prestigio. Creó también, en recuerdo de su mujer, Charo González, el Premio Nacional de Poesía Infantil Charo González, que ha alcanzado ya seis ediciones y en el que han obtenido premio poetas como José González Torices, Jorge de Arco, Ignacio Sanz, Isidoro Díez, Domingo del Prado, Jorge Galán o Ángela Lafuente. 
En 2008 creó la Fundación «Conrado Blanco».

## Publicaciones
Listado de libros publicados por Conrado Blanco y/o la Fundación Conrado Blanco:
- Capiteles para la Historia Bañezana I, de Conrado Blanco González
- Capiteles para la Historia Bañezana II, de Conrado Blanco González
- Capiteles para la Historia Bañezana III, de Conrado Blanco González
- Capiteles para la Historia Bañezana IV, de Conrado Blanco González
- Capiteles para la Historia Bañezana V, de Conrado Blanco González
- Capiteles para la Historia Bañezana VI, de Conrado Blanco González
- Capiteles para la Historia Bañezana VII, de Conrado Blanco González
- Capiteles para la Historia Bañezana VIII, de Conrado Blanco González
- Capiteles para la Historia Bañezana IX, de Conrado Blanco González
- Capiteles para la Historia Bañezana X, de Conrado Blanco González
- Melindres Poesticos y Literarios, de Conrado Blanco León
- El Recuerdo, varios autores
- Corazón de Luna, de José González Torices
- Corazón de Ángel, varios autores
- Corazón de Cielo, varios autores
- Corazón de Estrella, varios autores
- Revista Charín I, varios autores
- Revista Charín II, varios autores
- Revista Charín III, varios autores
- Revista Charín IV, varios autores
- Evocación del Canto Coral, varios autores
- Segismundo de Santibáñez-Un poeta del pueblo-, de Domingo del Prado
- Conradosías, de Conrado Blanco González
- Luz en la Memoria, de Antonio Santos López
- El Pescador de Estrellas, de Domingo del Prado
- Napoleón en La Bañeza-La Guerra de la Independencia en las tierras bañezanas-, de Domingo del Prado

## Reconocimientos
El archivo histórico de la ciudad de La Bañeza lleva el nombre de Don Conrado Blanco y una de las calles más céntricas de la ciudad está dedicada a él.
Posee diferentes títulos y distinciones:
- Medalla de Plata de la Ciudad de La Bañeza, concedida en 1997 por Excmo. Ayuntamiento de La Bañeza.
- Alubia de Oro como personaje Bañezano de 2005, convocado por El Adelanto Bañezano.
- Medalla de Oro de la Ciudad de La Bañeza, concedida en 2009 por Excmo. Ayuntamiento de La Bañeza.
- Hijo Predilecto de La Bañeza, concedido por el Excmo. Ayuntamiento de La Bañeza en sesión extraordinario del 17 de enero de 2014.